# Peru op de Olympische Winterspelen 2010

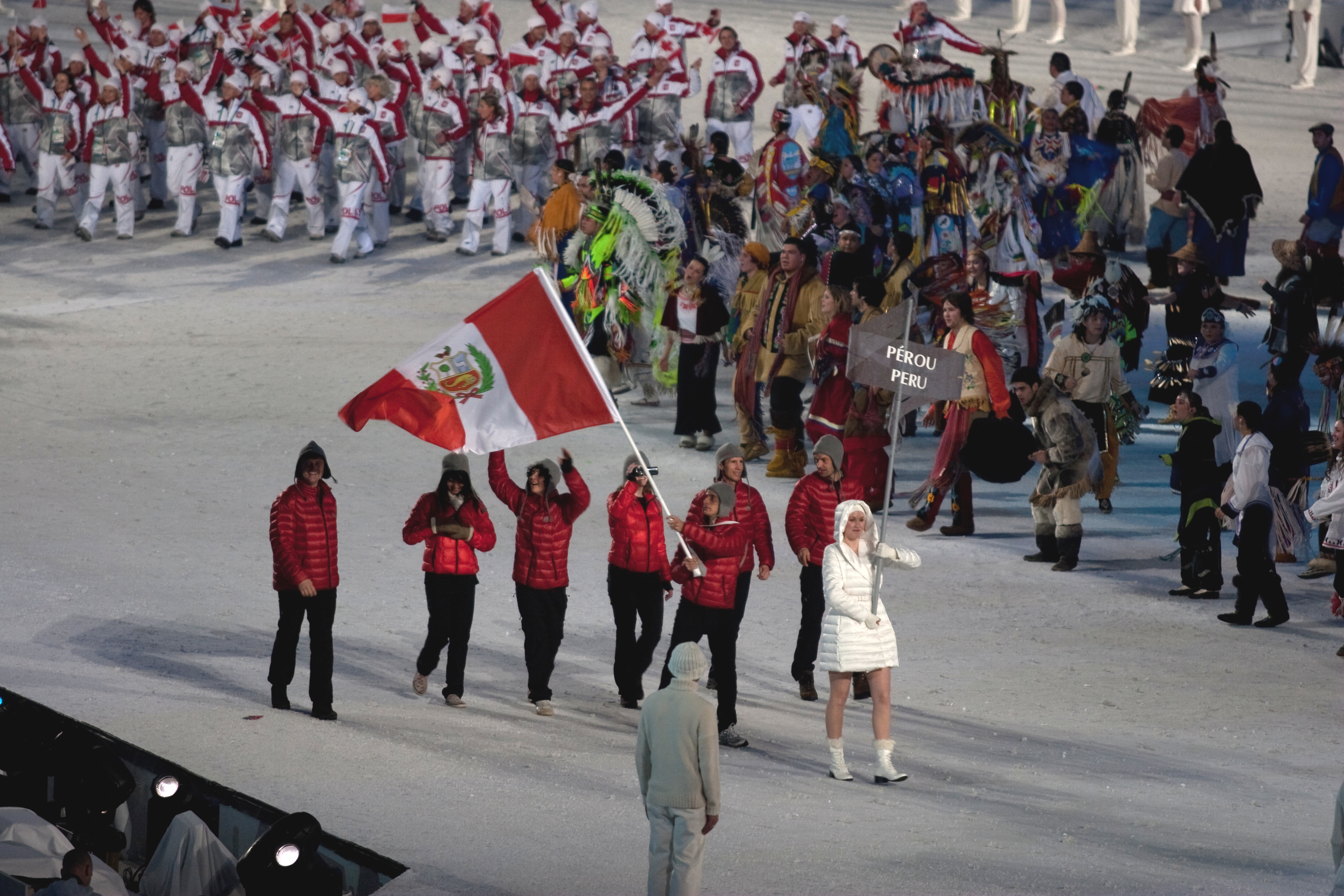
Het team van Peru bij de opening

Tijdens de Olympische Winterspelen van 2010, die in Vancouver (Canada) werden gehouden, debuteerde Peru op de Winterspelen.

## Deelnemers en resultaten
(m) = mannen, (v) = vrouwen 

### Alpineskiën
| Olympiër            | Discipline       | Resultaat | Prestatie                          |
| ------------------- | ---------------- | --------- | ---------------------------------- |
| Manfred Oettl Reyes | reuzenslalom (m) | 67e       | 3.02,05 (+24,22) — 1.29,56+1.32,49 |
| Manfred Oettl Reyes | slalom (m)       | DSQ       | diskwalificatie                    |
|                     |                  |           |                                    |
| Ornella Oettl Reyes | reuzenslalom (v) | DNF-2     | opgave run 2 — 1.27,25+DNF         |
| Ornella Oettl Reyes | slalom (v)       | DNF-2     | opgave run 2 — 59,61+dnf           |

### Langlaufen
| Olympiër         | Discipline            | Resultaat | Prestatie          |
| ---------------- | --------------------- | --------- | ------------------ |
| Roberto Carcelen | 15 km vrije stijl (m) | 94e       | 45.53,3 (+12.17,3) |

Albanië · Algerije · Andorra · Argentinië · Armenië · Australië · Azerbeidzjan · België · Bermuda · Bosnië en Herzegovina · Brazilië · Bulgarije · Canada · Chili · China · Chinees Taipei · Colombia · Cyprus · Denemarken · Duitsland · Estland · Ethiopië · Finland · Frankrijk · Georgië · Ghana · Griekenland · Groot-Brittannië · Hongarije · Hongkong · Ierland · IJsland · India · Iran · Israël · Italië · Jamaica · Japan · Kaaimaneilanden · Kazachstan · Kirgizië · Kroatië · Letland · Libanon · Liechtenstein · Litouwen · Macedonië · Marokko · Mexico · Moldavië · Monaco · Mongolië · Montenegro · Nederland · Nepal · Nieuw-Zeeland · Noord-Korea · Noorwegen · Oekraïne · Oezbekistan · Oostenrijk · Pakistan · Peru · Polen · Portugal · Roemenië · Rusland · San Marino · Senegal · Servië · Slovenië · Slowakije · Spanje · Tadzjikistan · Tsjechië · Turkije · Verenigde Staten · Wit-Rusland · Zuid-Afrika · Zuid-Korea · Zweden · Zwitserland